# نوفوبيوسين
نوفوبيوسين Novobiocin، المعروف أيضا باسم ألباميسين أو كاثوميسين، هو مضاد حيوي من زمرة أمينو كومارين التي تم إنتاجها من قبل actinomycete Streptomyces niveus. ال spheroides عضو في في مجموعة الشعاويات. المضادات الحيوية الأخرى تشمل أمينو كومارين كلوروبيوسين وكوميرميسين A1. صنع لأول مرة في منتصف عقد 1950 (ثم دعي ستربتونيفيسين).

## الخواص والصفات

### الصيغة الكيميائية
C 31 H 36 N 2 O 11

### الاسم العلمي
Hydroxy-3-[4-hydroxy-3-(3-methylbut-2-enyl)benzamido]-8-methylcoumarin-7-yl 3-O-carbamoyl-5,5-di-C-methyl-α-L-lyxofuranoside

### الوزن الجزيئ
612.624 جم / مول

## الاستعمال الطبي
وهو فعال ضد  المكورات العنقودية البشروية ، ويمكن استخدامه لتمييزه عن غيره لإنزيم التخثر السلبي  المكورات saprophyticus ، وهو مقاوم للنوفوبيوسين، في التزريع.
تم ترخيص نوفوبيوسين للاستخدام الطبي تحت الاسم التجاري Albamycin (فارماسيا وأبجون) في 1960. في الفعالية وقد ثبت في ما قبل السريرية والسريرية

## آلية التأثير
إن المضادات الحيوية المصنفة كأمينو كومارين تثبط دنا جيراز. وتظهر الفعالية العلاجية من خلال الارتباط بشدة إلى تحت الوحيدة B للدنا جيراز البكتيري، وبذلك يتم تثبيط هذا الأنزيم الأساسي.

## التخليق الحيوي
وتتكون الأمينو كومارين كمضادات حيوية من ثلاثة بدائل كبرى. الشارد 3-dimethylallyl-4-hydroxybenzoic acid يعرف بالحلقة A 
مشتق من بريفينات وبيروفسفات dimethylallyl. الشارد أمينو كومارين يعرف بالحلقة B مشتق من L-tyrosine. العنصر الأخير من النوفوبيوسين هو مشتق السكر L-noviose، المعروف باسم الحلقة C، وهي مشتقة من الجلوكوز-1-فوسفات. 